# Michael Wolf (Märtyrer)
Michael Wolf (* 1890 in Neu-Liebental/Jewgenjew bei Odessa, Ukraine, Russisches Kaiserreich; † 3. November 1937 auf den Solowezki-Inseln, Sowjetunion) war ein russlanddeutscher römisch-katholischer Geistlicher und Märtyrer.

## Leben
Michael Wolf wuchs im Bistum Tiraspol auf. Er studierte Theologie im Priesterseminar Saratow sowie im Ausland und wurde 1918 zum Priester geweiht. Die Stationen seines Wirkens waren: Dnipropetrowsk, bis 1919 Professor am Priesterseminar (Saratow, dann Odessa), bis 1923 Vikar in Neu-Kandel/Bogunskoje, bis 1929 Pfarrer in Dnipropetrowsk. Dort wurde er am 8. Juni 1929 verhaftet und am 30. August zu zehn Jahren Lagerhaft verurteilt. Nach der Deportation auf die Solowezki-Inseln am 30. April 1930 wurde er am 9. Juli 1932 erneut angeklagt, anfänglich zu Isolationshaft, am 9. Oktober 1937 jedoch zum Tode verurteilt und Anfang November erschossen.

## Gedenken
Die Römisch-katholische Kirche in Deutschland nahm Michael Wolf als Märtyrer in das deutsche Martyrologium des 20. Jahrhunderts auf.